# آلن لیچ
آلن لیچ (انگلیسی: Allen Leech؛ زادهٔ ۱۸ مهٔ ۱۹۸۱) یک هنرپیشه اهل ایرلند است. وی از سال ۱۹۹۸ میلادی تاکنون مشغول فعالیت بوده‌است.
از نقش‌آفرینی‌های معروف او می‌توان به بازی در مجموعه تلویزیونی پربینندهٔ دانتون ابی اشاره کرد.